# Jurij Baskakow
Jurij Walerjewicz Baskakow (ros. Юрий Валерьевич Баскаков; ur. 10 maja 1964) – rosyjski piłkarz, grający na pozycji obrońcy, sędzia piłkarski.

## Życiorys
Wychowanek SDJuSzOR (dziecięcej szkoły piłkarskiej) CSKA Moskwa. Występował w drużynach rezerwowych CSKA oraz Torpeda Moskwa.
Od 1988 jest sędzią piłkarskim. Najpierw sędziował mecze regionalne, a w 1996 otrzymał prawo sędziowania w Wyższej Lidze Rosji. Ogółem w najwyższej lidze rosyjskiej sędziował 168 spotkań. Obecnie jest sędzią międzynarodowym UEFA i FIFA.

## Sukcesy i odznaczenia
- laureat w plebiscycie "Zołotaja mantija": 2005 (nr 13), 2006 (nr 7), 2007 (nr 5)
- najlepszy rosyjski sędzia piłkarski: 2007